# Terbinafine
Terbinafine, được bán dưới tên thương mại Lamisil cùng với một số những tên khác, một loại thuốc kháng nấm được sử dụng để điều trị nhiễm pityriasis nhiều màu sắc, nhiễm nấm móng tay, và nấm ngoài da bao gồm ngứa và bệnh chân của vận động viên.  Chúng được uống hoặc bôi lên da dưới dạng kem hoặc thuốc mỡ. Kem và thuốc mỡ không có tác dụng đối với nhiễm nấm móng tay.
Các tác dụng phụ thường gặp khi uống qua đường miệng bao gồm buồn nôn, tiêu chảy, đau đầu, ho, phát ban và tăng men gan. Tác dụng phụ nghiêm trọng có thể có như các vấn đề về gan và phản ứng dị ứng. Tuy nhiên, tổn thương gan không phải tác dụng phụ bình thường. Sử dụng trong khi mang thai thường không được khuyến cáo. Kem và thuốc mỡ có thể gây ngứa nhưng thường được dung nạp tốt. Terbinafine nằm trong nhóm thuốc điều trị allylamine. Chúng hoạt động bằng cách giảm khả năng của nấm để tạo ra sterol. Điều này dường như sẽ làm tế bào nấm chết.
Terbinafine được phát hiện vào năm 1991. Nó nằm trong danh sách các thuốc thiết yếu của Tổ chức Y tế Thế giới, tức là nhóm các loại thuốc hiệu quả và an toàn nhất cần thiết trong một hệ thống y tế. Chi phí bán buôn ở các nước đang phát triển là khoảng 2,20 USD cho một ống 20 g. Tại Hoa Kỳ, giá năm 1999 là 547 đô la cho một đợt điều trị 12 tuần, con số này đã giảm xuống còn 10 đô la vào năm 2015, sau khi bằng sáng chế đã hết hạn.